# Fate Axis
『Fate Axis』（フェイトアクシス）は、2002年10月18日にフリーウェアとして公開されたWindows用の3D対戦型格闘ゲーム。同人サークルT-Riamによって開発され、2005年には大創出版の「ザ・ゲームシリーズ28 3D格闘」として『Fate Axis -Enlargement Edition-』が100円ショップで販売された。なおダイソー版では隠しキャラクター2名のストーリーモードやVS Modeでのキャラクター会話のバリエーション、さらにおまけドラマが追加されている。

## 特徴
攻撃を当てた際に次の攻撃を入力することにより連続した攻撃を行う「インディヴィジュアル・コンビネーション」、「FAゲージ」を使用し操作キャラクターの状態を変化させる「フェイト・アクション」、「TrickAttackゲージ」を使用し特定のタイミングで上昇する「トリック・アタック」などのシステムが存在する。

## キャラクター
ヴァース・イーダ
声 - 柊音遠
サウス・J・S・ルア
声 - 湊むつみ
イリア・ストレイン
声 - 計名さや香
シュン・ファブリオ
声 - るな
“No.4”
声 - 沙楽
エグザクス
声 - 雪乃雫
リィン・N・ネルス
声 - 井上じゅんな
アルセスモア
声 - 雨乃あずさ

## 評価
ふりーむ!のレビュー記事では「各キャラクターもそれぞれ個性的で、ひとつひとつの動きやキャラグラフィック・技のエフェクトや演出など、あらゆる面から見て個人レベルで創ったとは思えないほど良くできている」と評されており、「FREE GAME AWARDS 2003」においてノミネートされた。一方で「ステージ背景の種類が少なめ」との指摘もあった。
窓の杜のコーナー「週末ゲーム」においても「3Dでモデリングされたキャラたち、きらびやかなエフェクト、セリフや効果音。数年前なら、家庭用ゲーム機用の市販ソフトとして十分通用したレベルではないか」と評されている。